# Johannes von Nepomuk Franz Xaver Gistel
Johannes von Nepomuk Franz Xaver Gistel [Gistl] (11 d'agost del 1809 – 9 de març del 1873) va ser un naturalista alemany. Va viure a Múnic. Part de les seves col·leccions es conserven al Zoologische Staatssammlung München. Va començar la seva carrera firmant com a Gistl, però després es va canviar el nom a Gistel.
Va ser autor, sobre tot, d'obres d'entomologia, però també va realitzar descripcions d'espècies de rèptils, amfibis, i mol·luscs.

## Obres
Llista parcial de les obres de Gistel.
- Gistl, J., 1831. Entomologische Fragmente. Isis, 3: 301-310.
- Gistl, J., 1832. Faunus. Zeitschrift für Zoologie und vergleichende Anatomie. München. Lindauer'sche Verlagsbuchhaudlung.[1]
- Gistel, J., 1834. Die Insecten-Doubletten aus der Sammlung des Grafen Rudolph von Jenison Walworth zu Regensburg, welche sowohl im Kauf als im Tausche abgegeben werden, Nro. Käfer, München, II + 35 pp.
- Gistel, J., 1836. Die jetzt lebenden Entomologen, Kerffreunde und kerfsammler Europa’s und der übrigen Continente.
- Gistel, J., 1839. Systema Insectorum, secundum classes, ordines, genera, species cum characteribus, synonymis, annotationibus, locis et iconibus. Tomus imus. Coleoptera. Monachii, Heft I, 1837: 16 + 64 pp. + 1 pl., Heft II, 1838: 65-113.
- Gistel, J., 1846. Lexikon der entomologischen Welt, der carcinologischen und arachnologischen. Adressenbuch der lebenden Entomologen und Entomophilen etc.; der Carcinologen und Arachnologen sammt ihren Schriften, dann der Naturforscher-Akademien und deren Verhandlungen, der zoologischen Ephemeriden, Bibliographien, Biographien und Real-Wörterbücher, der öffentlichen und Privat-Sammlungen der Welt, der Schriften über Sammlungs- und Aufbewahrungsweise der Gliederthiere, mit doppelten Registern und einer Aufzählung aller entomologischen, carcinologischen und arachnologischen Schriftsteller von Aristoteles an bis zur Gegenwart. Stuttgart. Schweizerbart'sche Verlagshandlung, 328 pp.[2]
- Gistel, J., 1848. Naturgeschichte des Thierreichs für höhere Schulen. Stuttgart, 216 pp. + 32 pl.[3]
- Gistel, J. & Bomme, Tr., 1850. Handbuch der Naturgeschichte aller drei Reiche, fur Lehrer and Lernende, fur Schule und Haus. Stuttgart. Hoffmann'sche Berlags-Buchhandlung, 1037 pp.[4]
- Gistel, J., 1856. Die Mysterien der Europäischen Insectenwelt. Kempten. Druck und Verlag von Tobias Dannheimer, 532 pp.[5]
- Gistel, J., 1857. Vacuna oder die Geheimnisse aus der organischen und leblosen Welt. Ungedruckte Originalien-Sammlung von grösstentheils noch lebenden und verstorbenen gelehrten aus dem gebiete sämmtlicher Naturwischenschaften, der Medizin, Literaturgeschichte, des Forst- und Jagdwesens, der Oekonomie, Geschichte, Biographie und der freien schönen Künste, herausgeg. Straubing, Band I, 4+453 pp, Band II, 1031 pp.